# Chlevene
Chlevene (bulgariska: Хлевене) är ett distrikt i Bulgarien.   Det ligger i kommunen Obsjtina Lovetj och regionen Lovetj, i den centrala delen av landet, 120 km öster om huvudstaden Sofia.
I omgivningarna runt Chlevene växer i huvudsak lövfällande lövskog. Runt Chlevene är det ganska tätbefolkat, med 60 invånare per kvadratkilometer.